# Neptis mackwoodi
Neptis mackwoodi är en fjärilsart som beskrevs av Robert Christopher Tytler 1926. Neptis mackwoodi ingår i släktet Neptis och familjen praktfjärilar. Inga underarter finns listade i Catalogue of Life.